# Compendi de càlcul per reintegració i comparació
El Compendi de càlcul per reintegració i comparació (de l'àrab: الكتاب المختصر في حساب الجبر والمقابلة, al-Kitāb al-mukhtaṣar fī ḥisāb al-ŷabr wa-l-muqābala) és un llibre històric de matemàtiques escrit en àrab entre 813 i 833 pel matemàtic i astrònom musulmà Muhàmmad ibn Mussa al-Khwarazmí, pertanyent a la Casa de la Saviesa de Bagdad, capital del Califat Abbàssida en aquell temps.
En aquesta obra, Al-Khwarazmí exposa els fonaments de l'àlgebra, i és el primer a estudiar sistemàticament la resolució d'equacions de primer i segon grau. La paraula àlgebra deriva d'una de les operacions bàsiques amb equacions (al-ğabr) descrites en aquesta obra.

## Rellevància i anàlisi
Ja que no cita cap autor anterior, no és clar quins treballs previs hi utilitzà Al-Khwarazmí. Els historiadors de les matemàtiques opinen basant-se en l'anàlisi textual i en el cos de coneixements general del món musulmà contemporani. Més precises són les connexions amb la matemàtica índia, perquè Al-Khwarazmí és autor d'un altre llibre: Kitāb al-Jamʿ wa-l-tafrīq bi-ḥisāb al-Hind, (El llibre d'addició i subtracció segons el càlcul indi), en què discuteix el sistema de numeració índia.
El llibre és un compendi i una extensió de les regles conegudes de resolució d'equacions quadràtiques i altres problemes. L'introduí al món occidental la traducció al llatí de Robert de Chester (a mitjan segle xii) Liber algebrae et almucabola, i donà origen, en diferents idiomes, als mots àlgebra (derivat d'al-jabr) i algorisme (derivat d'Al-Khwarizmi).
El Compendi tingué molta influència durant segles, deguda sobretot a la presentació i organització del llibre, ja que s'hi exposen de manera clara i precisa un conjunt de mètodes de resolució d'equacions de segon grau.
| «                       | Per primera volta, trobem units en la mateixa obra un conjunt d'elements (definicions, operacions, algorismes, demostracions) que estaven fins llavors dispersos i sense relació entre si, o no formulats explícitament, i independents de les qüestions tractades. | » |
| — Djebbar (2005, p. 31) | |   |

## Contingut
Seguint la tradició de l'època, la introducció comença amb lloances a Déu, al Profeta i al califa Al-Mamun. De seguida, Al-Khwarazmí presenta l'obra; indica que li l'ha demanada el califa: és un compendi o manual, per «fer més clar el que era fosc i […] facilitar el que era difícil» per resoldre problemes concrets de còmput d'herències, mesura de terra o comerç.
Comença exposant el sistema de numeració decimal, i tot seguit defineix els objectes de l'àlgebra. Considera tres tipus d'objectes: els nombres (escrits amb paraules, designats amb el nom de la unitat monetària dírham), les arrels (qua avui escriuríem com a x) i els quadrats (que avui escriuríem com x²).
Al-Khwarazmí classifica les equacions quadràtiques en sis tipus bàsics i dona mètodes algebraics i geomètrics per resoldre'n les més simples, sense usar notacions abstractes: «l'àlgebra d'Al-Khwarazmí és retòrica, sense cap dels recursos de l'Arithmetica grega de Diofant o dels treballs de Brahmagupta. Fins i tot els nombres estan escrits amb mots en lloc de símbols!» Els sis tipus d'equació, en notació moderna, són:
1. quadrats igual a arrels (ax² = bx)
2. quadrats igual a nombres (ax² = c)
3. arrels igual a nombres (bx = c)
4. quadrats i arrels igual a nombres (ax² + bx = c)
5. quadrats i nombres igual a arrels (ax² + c = bx)
6. arrels i nombres igual a quadrats (bx + c = ax²)

Els matemàtics musulmans, a diferència dels hindús, no consideraven els nombres negatius, per això les equacions del tipus bx + c = 0 no apareixen en la classificació, perquè no tenen solucions positives si tots els coeficients són positius. Anàlogament, els tipus 4, 5 i 6, que semblen equivalents des de la perspectiva actual, es diferenciaven perquè els coeficients havien de ser-ne tots positius.
L'operació al-ğabr (àrab: الجبر), que significa «compleció» o «restauració», consisteix a passar una quantitat deficitària d'un costat de l'equació a l'altre. En un dels exemples d'Al-Khwarazmí (en notació actual), x² = 40x − 4x² és transformat per al-ğabr en 5x² = 40x. L'aplicació reiterada d'aquesta regla elimina les quantitats negatives dels càlculs.
L'operació al-muqabala (àrab: المقابله), que significa «balanceig» o «comparança», consisteix en la subtracció de la mateixa quantitat positiva de les dues bandes: x² + 5 = 40x + 4x² esdevé 5 = 40x + 3x². Si s'aplica successivament aquesta regla, les quantitats de cada tipus (quadrat/arrel/nombre) apareixen en l'equació com a màxim una vegada, i açò demostra que, en restringir-se a coeficients i solucions positives, només hi ha sis tipus diferents solubles del problema.
La darrera part del llibre exposa exemples pràctics d'aplicació d'aquestes regles, problemes aplicats a la mesura d'àrees i volums, i problemes que integren còmputs del dret àrab de successió. Cap d'aquests capítols requereix coneixements sobre resolució d'equacions quadràtiques.

## Traducció i llegat
Els successors d'Al-Khwarazmí perpetuaren i amplificaren el tractat en altres obres a voltes amb el mateix títol. Gerard de Cremona el tradueix al segle xii.
Només se'n conserva una còpia en àrab: és a la Universitat d'Oxford i data de 1361. El 1831, Frederic Rosen publica una traducció a l'anglès basat en aquest manuscrit. En el prefaci, adverteix que l'escriptura és «simple i llegible», però que els signes diacrítics àrabs s'han omès, per això la comprensió de certs passatges resulta difícil.
La novetat dels conceptes pot veure's en la dificultat de la traducció del títol. Algunes enciclopèdies recullen al-jabr com a sinònim de reducció. Dahan-Dalmèdic i Pfeiffer, per la seua banda, escriuen «Manual de càlcul d'al-jabr i al-muqabala».
Notes de R. Rashed i Angela Armstrong:
| «                         | El text d'Al-Khwarazmí es pot veure no sols com diferent de les tauletes babilòniques, sinó també de l'Aritmètica de Diofant. Ja no ateny una sèrie de "problemes" a resoldre sinó una "exposició" que comença amb termes primitius en què les combinacions donen tots els possibles prototips d'equacions, que d'ara endavant constitueixen explícitament el vertader objecte d'estudi. D'altra banda, la idea d'una equació per ella mateixa hi apareix des del principi i, es podria dir, de manera genèrica, de forma que no emergeix simplement durant la solució d'un problema, sinó que se sol·licita explícitament per definir una classe infinita de problemes. | » |
| — Rashed (1994, p. 11-12) | |   |

Notes de J. J. O'Connor i I. F. Robertson:
| «                                  | Potser un dels avenços més significatius dels matemàtics àrabs començà en aquest temps amb el treball d'Al-Khwarazmí, els inicis de l'àlgebra. Aquesta idea fou fonamental i revolucionària, lluny del concepte grec de les matemàtiques en geometria. L'àlgebra fou una teoria unificadora que permeté que els nombres racionals, els irracionals, les magnituds geomètriques, etc., es tractaren com a "objectes algebraics". Donà a les matemàtiques una via completament nova, conceptualment molt més àmplia que la que hi havia fins llavors, i donà un vehicle per a futures ampliacions. Altre aspecte important de la introducció de les idees algebraiques és que permeté aplicar les matemàtiques per si mateixes d'una manera que no havia estat possible abans. | » |
| — J. J. O'Connor i I. F. Robertson | |   |